# Phillip Kipyeko
Phillip Kipyeko (* 10. Januar 1995) ist ein ugandischer Langstreckenläufer, der sich auf die 5000-Meter-Distanz spezialisiert hat. 

## Sportliche Karriere
Erste internationale Erfahrungen sammelte Phillip Kipyeko bei den Crosslauf-Weltmeisterschaften 2011 in Punta Umbría, bei denen er in der Juniorenwertung den 24. Platz belegte und in der Teamwertung die Bronzemedaille gewann. Anschließend belegte er bei den Jugendweltmeisterschaften in Lille im Finale über 3000 Meter den siebten Platz. Bei den Commonwealth Youth Games gewann er zwei Monate später die Bronzemedaille über dieselbe Distanz. Bei den Juniorenafrikameisterschaften 2011 in Gaborone gewann er die Bronzemedaillen über 5000 und 10.000 Meter. 2012 belegte er bei den Juniorenweltmeisterschaften in Barcelona in 13:45,52 min den sechsten Platz im 5000-Meter-Lauf.
2013 nahm er an den Weltmeisterschaften in Moskau teil und schied dort über 5000 Meter im Vorlauf aus. 2014 belegte er bei den Juniorenweltmeisterschaften in Eugene erneut den sechsten Platz. 2015 nahm er an den Crosslauf-Weltmeisterschaften in Guiyang teil und erreichte dort den 25. Rang in der allgemeinen Klasse. Er qualifizierte sich wieder für die Weltmeisterschaften in Peking, bei denen er mit 13:26,20 min im Vorlauf ausschied. 2016 erfolgte die Teilnahme an den Afrikameisterschaften in Durban, bei denen er den neunten Platz belegte. Er nahm auch erstmals an den Olympischen Spielen in Rio de Janeiro teil und schied dort mit 13:24,66 min in der ersten Runde aus. Bei den Crosslauf-Weltmeisterschaften 2017 in Kampala belegte er den 31. Platz und gewann mit dem Team die Bronzemedaille. 
2018 belegte er bei den Crosslauf-Afrikameisterschaften in Ech Cheliff den sechsten Platz. Bei den Commonwealth Games 2018 im australischen Gold Coast trat er über 5000 Meter an und belegte in 13:59,59 min ebenfalls den sechsten Platz. 

## Persönliche Bestzeiten
- 3000 Meter: 7:44,14 min, 8. Juni 2014 in Hengelo
- 5000 Meter: 13:10,69 min, 18. Juli 2015 in Heusden-Zolder
- 10-km-Straßenlauf: 28:19 min, 29. Dezember 2013 in Paris